# بانک زامبیا
بانک زامبیا (انگلیسی: Bank of Zambia) بانک مرکزی زامبیا است، که در سال ۱۹۳۸ توسط دولت این کشور تأسیس شد.